# London Film Critics Circle
Le London Film Critics Circle (LFCC) est une  association britannique de critiques de  cinéma, basée à Londres et fondée en 1981.
Elle remet chaque année les London Film Critics Circle awards (LFCC awards), qui récompensent les meilleurs films de l'année.

## Catégories de récompenses
- Film de l'année
- Film britannique de l'année
- Réalisateur de l'année
- Nouveau réalisateur britannique
- Acteur de l'année
- Acteur britannique de l'année
- Actrice de l'année
- Actrice britannique de l'année
- Acteur de l'année dans un second rôle
- Actrice de l'année dans un second rôle
- Jeune acteur britannique de l'année
- Scénariste de l'année
- Réussite technique
- Meilleur film en langue étrangère
- Film documentaire de l'année
- Dilys Powell Award